# Alata
Pour les articles homonymes, voir Alata (homonymie).
Alata est une commune française située dans la circonscription départementale de la Corse-du-Sud et le territoire de la collectivité de Corse.

## Géographie

### Localisation
Alata est une commune française de Corse-du-Sud située à 7 km du centre d'Ajaccio (soit une dizaine de minutes en voiture). Alata a un accès à la mer par le golfe de Lava situé dans le golfe de Sagone.
Communes limitrophes

### Relief
Le territoire de la commune s'étend entre la Punta Pozzo di Borgo (782 m) et la Cima de Cocovoni (400 m). Le village même d'Alata se situe à une altitude de 400 m sur le versant méridional du pic Urticelli (573 m).

### Hydrographie
Le territoire de la commune est bien arrosé avec :
- le ruisseau de Loriaggiu[1], qui prend sa source au Bocca d'Arena, long de 7 km et qui délimite au nord-ouest Alata avec Villanova avant de se jeter dans le ruisseau de Lava au niveau du lieu-dit Tamaricciu (Villanova). Ses affluents situés sur la commune d'Alata sont :
  - le ruisseau d'Aquilone, qui prend sa source à la Punta d'Aquilone et se jette dans le Loriaggiu près du lieu-dit Veria.
  - le ruisseau de Muchiesi[2], qui prend sa source au Bocca di a Foce, long de 2 km et qui se jette dans le Loriaggiu à proximité du lieu-dit Traginaggia.
  - le ruisseau de San Gavinu[3], qui prend sa source près du centre du village, au niveau du lieu-dit La Piana, long de 3 km et qui se jette dans le Loriaggiu à proximité du lieu-dit Castagnula.
    - le ruisseau de Grugnellu[4], se jetant dans le ruisseau de San Gavinu, qui naît nord da la Punta Pozzo di Borgo à proximité du Château de la Punta, long de 2 km.

  - le ruisseau de Vercia, qui prend sa source au nord du hameau de San Benedetto et se jette dans le Loriaggiu au niveau du lieu-dit Pratale.
- le ruisseau de Cavallu Mortu[5], qui prend sa source au sud-ouest de la Punta Curbajola, long de 11 km et qui délimite à l'est Alata avec Appietto et Afa avant de se jeter dans la Gravona sur la commune d'Ajaccio. Ses affluents situés sur la commune d'Alata sont :
  - le ruisseau de Verdana[6], qui prend sa source près du centre du village, au niveau du lieu-dit San Andrea, long de 4 km et qui se jette dans le Cavallu Mortu à proximité du lieu-dit Domaine de Cara.
    - le ruisseau de Ranuchiettu[7], se jetant dans le ruisseau de Verdana, qui prend sa source au niveau du lieu-dit Macchione, long de 2 km.
- le ruisseau de San Remedio, qui prend sa source au sud de la Punta Pozzo di Borgo, long de 4,2 km et qui se jette dans la Mer Méditerranée à Ajaccio.

## Urbanisme

### Typologie
Au 1er janvier 2024, Alata est catégorisée commune rurale à habitat dispersé, selon la nouvelle grille communale de densité à sept niveaux définie par l'Insee en 2022.
Elle appartient à l'unité urbaine d'Ajaccio, une agglomération intra-départementale regroupant cinq  communes, dont elle est une commune de la banlieue,,. Par ailleurs la commune fait partie de l'aire d'attraction d'Ajaccio, dont elle est une commune de la couronne,. Cette aire, qui regroupe 79 communes, est catégorisée dans les aires de 50 000 à moins de 200 000 habitants,.
La commune, bordée par la mer Méditerranée, est également une commune littorale au sens de la loi du 3 janvier 1986, dite loi littoral. Des dispositions spécifiques d’urbanisme s’y appliquent dès lors afin de préserver les espaces naturels, les sites, les paysages et l’équilibre écologique du littoral, à l'image du principe d'inconstructibilité, en dehors des espaces urbanisés, sur la bande littorale des 100 mètres, ou plus si le plan local d’urbanisme le prévoit.

### Occupation des sols
L'occupation des sols de la commune, telle qu'elle ressort de la base de données européenne d’occupation biophysique des sols Corine Land Cover (CLC), est marquée par l'importance des forêts et milieux semi-naturels (69,3 % en 2018), néanmoins en diminution par rapport à 1990 (74,6 %). La répartition détaillée en 2018 est la suivante : 
milieux à végétation arbustive et/ou herbacée (56,3 %), zones agricoles hétérogènes (15,1 %), zones urbanisées (10,9 %), forêts (9,7 %), prairies (4,7 %), espaces ouverts, sans ou avec peu de végétation (3,3 %). L'évolution de l’occupation des sols de la commune et de ses infrastructures peut être observée sur les différentes représentations cartographiques du territoire : la carte de Cassini (XVIIIe siècle), la carte d'état-major (1820-1866) et les cartes ou photos aériennes de l'IGN pour la période actuelle (1950 à aujourd'hui).

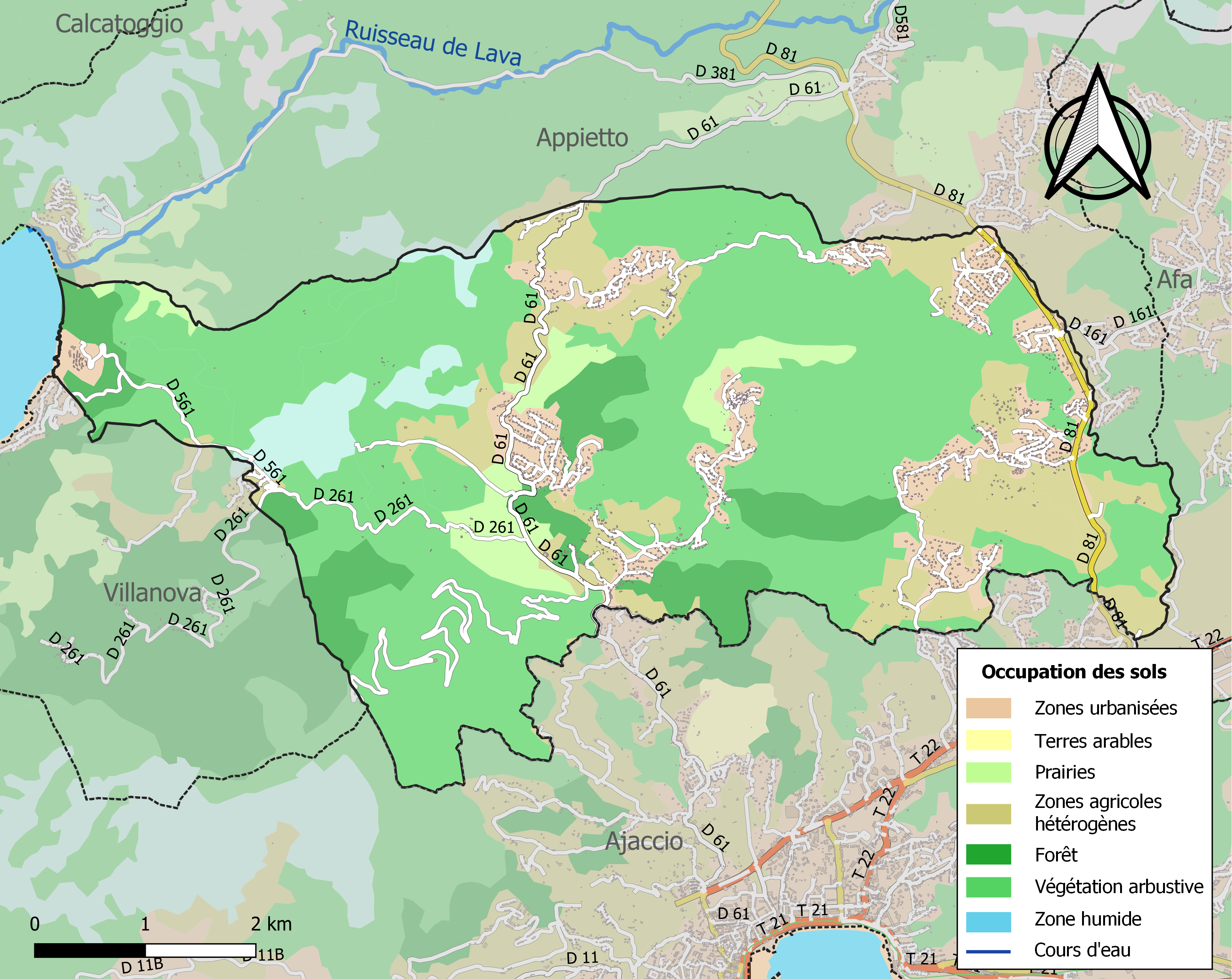
Carte des infrastructures et de l'occupation des sols de la commune en 2018 (CLC).

## Toponymie
A Latta (XVIe siècle).
Ses habitants, les Alatesi, sont appelés en français les Alatais.

## Histoire
L’inventaire archéologique de la commune, terminé en 2010, a confirmé une implantation humaine largement répartie sur le territoire d’Alata dès le Néolithique.
Le premier village s'établit sur les pentes de la Punta Pozzo di Borgo auprès des tours de Monticchi durant le Moyen Âge, poste de défense et de vigie depuis détruit, mais toujours visible. À la suite des guerres du XVIe siècle et des incursions barbaresques, le site originel est abandonné au profit du village actuel. Alata est également le berceau de la famille Pozzo di Borgo depuis le XVIe siècle avec notamment la naissance de Charles André Pozzo di Borgo en 1764.
En octobre 1763, Pascal Paoli est présent à Alata pour préparer « conspiration de Giuseppe Maria Masseria » qui a lieu le 17 octobre, avocat ajaccien, afin de s'emparer de la citadelle d'Ajaccio contrôlée par les Génois. Cette tentative échoue et voit Masseria se faire capturer puis torturer. Il décède deux jours plus tard.
En 1848, un Pozzo di Borgo est nommé commissaire de la République en Corse par Louis Blanc, membre du gouvernement provisoire de 1848 et originaire d'Alata par sa mère.
En 1862, Alata cède une partie de son territoire, conjointement avec Ajaccio, pour former la nouvelle commune de Villanova.
Le sergent Paul Jérôme Casalonga, né à Alata le 2 janvier 1877, trouve héroïquement la mort à Ampasimena (Madagascar) le 6 décembre 1904 avec ses neuf tirailleurs après dix jours de résistance lors d'une révolte de la population locale. D'abord enterré sur place, ses cendres sont ramenées dans son village natal en 1912. Un monument à son effigie est érigé sur la place d'Ampasimena où celles-ci ont été dispersées.
C'est au bord du golfe de Lava, sur le territoire maritime de la commune qu'est découvert, à la fin du XXe siècle, le fabuleux trésor monétaire romain dit trésor de Lava.

## Politique et administration

### Liste des maires
| Période                                  | Période  | Identité                | Étiquette          | Qualité                       |
| ---------------------------------------- | -------- | ----------------------- | ------------------ | ----------------------------- |
| 1830                                     | ?        | Gieronimo Casalonga     |                    |                               |
| 1929                                     | 1943     | Charles-Marie Casalonga |                    | Négociant                     |
| 1943                                     | 1960     | Francois Luciani        | radical socialiste |                               |
| 1960                                     | 1989     | Jerome Casalonga        | DVD                | Cafetier                      |
| 1989                                     | 2006     | François Dominici       | PRG                | Cadre de la fonction Publique |
| 2006                                     | en cours | Étienne Ferrandi        | DVG                | Professeur des écoles         |
| Les données manquantes sont à compléter. |          |                         |                    |                               |

### Budget et fiscalité 2016
En 2016, le budget de la commune était constitué ainsi :
- total des produits de fonctionnement : 2 265 000 €, soit 711 € par habitant ;
- total des charges de fonctionnement : 2 005 000 €, soit 630 € par habitant ;
- total des ressources d'investissement : 1 046 000 €, soit 329 € par habitant ;
- total des emplois d'investissement : 1 098 000 €, soit 345 € par habitant ;
- endettement : 3 281 000 €, soit 1 030 € par habitant.

Avec les taux de fiscalité suivants :
- taxe d'habitation : 16,68 % ;
- taxe foncière sur les propriétés bâties : 13,79 % ;
- taxe foncière sur les propriétés non bâties : 60,25 % ;
- taxe additionnelle à la taxe foncière sur les propriétés non bâties : 0,00 % ;
- cotisation foncière des entreprises : 0,00 %.

Chiffres clés Revenus et pauvreté des ménages en 2014 : médiane en 2014 du revenu disponible, par unité de consommation : 22 748 €.

## Population et société

### Démographie
L'évolution du nombre d'habitants est connue à travers les recensements de la population effectués dans la commune depuis 1800. Pour les communes de moins de 10 000 habitants, une enquête de recensement portant sur toute la population est réalisée tous les cinq ans, les populations de référence des années intermédiaires étant quant à elles estimées par interpolation ou extrapolation. Pour la commune, le premier recensement exhaustif entrant dans le cadre du nouveau dispositif a été réalisé en 2005.

En 2022, la commune comptait 3 645 habitants, en évolution de +14,41 % par rapport à 2016 (Corse-du-Sud : +7,61 %, France hors Mayotte : +2,11 %).
| 1800 | 1806 | 1821 | 1831 | 1836 | 1841 | 1846 | 1851 | 1856 |
| ---- | ---- | ---- | ---- | ---- | ---- | ---- | ---- | ---- |
| 374  | 311  | 365  | 366  | 413  | 364  | 367  | 359  | 475  |

| 1861 | 1866 | 1872 | 1876 | 1881 | 1886 | 1891 | 1896 | 1901 |
| ---- | ---- | ---- | ---- | ---- | ---- | ---- | ---- | ---- |
| 656  | 481  | 461  | 417  | 435  | 475  | 700  | 648  | 656  |

| 1906 | 1911 | 1921 | 1926 | 1931 | 1936 | 1946 | 1954 | 1962 |
| ---- | ---- | ---- | ---- | ---- | ---- | ---- | ---- | ---- |
| 644  | 643  | 563  | 510  | 552  | 549  | 425  | 462  | 391  |

| 1968 | 1975 | 1982  | 1990  | 1999  | 2005  | 2006  | 2010  | 2015  |
| ---- | ---- | ----- | ----- | ----- | ----- | ----- | ----- | ----- |
| 410  | 452  | 1 132 | 2 077 | 2 459 | 2 785 | 2 820 | 2 953 | 3 173 |

| 2020  | 2022  | - | - | - | - | - | - | - |
| ----- | ----- | - | - | - | - | - | - | - |
| 3 562 | 3 645 | - | - | - | - | - | - | - |

### Enseignement
- Écoles maternelles et primaires[23].
- Collèges à Ajaccio[24].
- Lycées à Ajaccio.

### Santé
- Professionnels et établissements de santé[25].
- Centre hospitalier d'Ajaccio[26].

### Sports
Alata a un club de football qui se nomme l’Olympique Alatais, qui est un club régional ayant plusieurs catégories de jeunes, des féminines et des vétérans. Il a été créé en 2019. Le club joue au stade Barthélémy Silvani.

## Économie

### Entreprises et commerces

#### Agriculture
- Éleveurs et producteurs de spécialités corses (brocciu, figatelli, etc.).

#### Tourisme
Le village propose
- un hôtel dans le village même ;
- un grand centre de vacances situé au bord de mer.

## Culture locale et patrimoine

### Lieux et monuments
- Église Saint-Benoît dite San-Benedettu de San-Benedettu.
- Église Saint-Pierre-aux-Liens d'Alata.
- Chapelle funéraire Pozzo di Borgo.

#### Château de la Punta
Situé à 600 m d'altitude, offre une vue plongeante sur Ajaccio, allant jusqu'à l'entrée du golfe de Porto, sur les montagnes avoisinantes ainsi que sur le Monte Cinto, la plus haute montagne corse (2 706 m).
Reconstitution d'un des pavillons du palais des Tuilerie à Paris qui brûla en 1871.
Lorsqu'en 1882 il fut décidé de détruire totalement le Palais, Jérôme Pozzo di Borgo, petit-fils du grand ennemi de Napoléon Ier, fit l'acquisition d'une grande partie des pierres afin de construire un château sur le domaine familial situé sur les hauteurs d'Ajaccio afin de montrer sa suprématie.
La reconstitution du château eut lieu de 1886 à 1894.
Malheureusement, le château fut brûlé le 7 août 1978 par un incendie de maquis qui se propagea à la toiture, entraînant un grave processus de dégradation.
En 1991, le conseil général de Corse du Sud a décidé l'acquisition du château de la Punta et de son domaine de 40 hectares auprès de la famille Pozzo di Borgo.
La réfection de la toiture fut réalisée en 1996, mettant ainsi le château à l’abri d’une poursuite des dégradations dues à la pluie. Mais le château n'était pas encore sauvé totalement. La fusion des collectivités a permis à la Collectivité de Corse de reprendre le dossier et d'engager de gros chantier de restauration. La direction du Patrimoine travaille également autour d'un projet permettant au site de revivre, au bénéfice des populations insulaires et touristiques.

#### Golfe de Lava
Golfe superbe avec un village de vacances située sur la commune d'Alata où en 1985, trois pièces d'or romaines furent ramenées d'une pêche aux oursins par trois amis... Ce fut le point de départ d'une fabuleuse chasse au trésor, qui devait se finir devant les tribunaux, pour pillage illégal du Patrimoine.

### Personnalités liées à la commune
- Carlo Andrea Pozzo di Borgo
- Louis Blanc, journaliste et historien, membre du gouvernement provisoire de 1848 et député sous la Troisième République, est originaire d'Alata par sa mère.
- Paul Jérôme Casalonga, sergent de la 10e compagnie du 3e régiment de Tirailleurs sénégalais, né en 1877 à Alata et mort en 1904 à Madagascar.